# Roeigiek
Een roeigiek of roeisloep is een klein scheepstype, meestal gemaakt uit hout. Het werd vroeger gebruikt om van een groter schip aan land te gaan of als reddingsboot. Tegenwoordig worden ze gebruikt bij de zeescouts of voor wedstrijden te roeien.

## Inleiding
Een roeigiek is meestal uit hout gemaakt. Er bestaan verschillende types, maar de meest voorkomende zijn geklonken of gelijmde gieken. Er zijn 4 houten bankjes om op te zitten, ook wel doften genoemd. De roeigiek heeft een afneembaar roer en motor. Deze motor wordt gebruikt in geval van nood of voor het oversteken van drukke vaarwateren.
Een bemanning bestaat uit minimum 5 mensen en maximum 7.
- stuurman of barman
- ballastman
- slagroeier
- tweede roeier of tweede man
- derde roeier of derde man
- vierde roeier of vierde man
- kopman

## Manier van voortstuwing
Om de roeigiek vooruit te laten gaan moet er geroeid worden. Dit gebeurt door middel van slagroeien. De eerste man, dit is diegene die het dichtste bij de stuurman zit, geeft de slag aan. De rest volgt hem. Deze slag kan kort en krachtig zijn of lang en standvastig, dit hangt af van het weer.
Roeien is niet de enige manier van voortstuwing. Er kan ook gezeild worden. Aan boord van de roeigiek bevinden zich 2 masten die rechtgezet kunnen worden. Hieraan kunnen 2 emmerzeilen bevestigd worden. Er kan enkel voor de wind en halve wind gezeild worden aangezien de roeigiek geen zwaard heeft.

## Uitrusting
- 4 riemen + 1 reserveriem
- 2 masten
- 2 zeilen
- 1 piekstok
- aantal reddingsvesten voor aantal personen + 2
voorbeeld: 6 mensen aan boord = 8 reddingsvesten
- kaarten voor het gebied waar gevaren wordt
- toeter of hoorn
- rondom schijnbaar licht
- EHBO-uitrusting
- roer en roerstok
- motor
- anker
- marifoon

## Te water laten
De roeigiek ligt niet het hele jaar door in het water. Elke keer als ermee gevaren wordt, gaat hij opnieuw het water in. Dit gebeurt door middel van een winch, een kar en een steiger. De giek wordt door middel van mankracht op de kar gelegd en vastgemaakt aan een kabel die rond een winch zit. De kar wordt dan langzaam te water gelaten via een steiger. Op de winch zit een rem zodat deze altijd de controle heeft over de snelheid waarmee de kar naar beneden gaat.

## Onderhoud
Een houten boot heeft onderhoud nodig. Gladde delen die veel in contact komen met water worden beschermd met vernis. Andere delen zoals de binnenkant worden bedekt met een laag houtbescherming zoals sadoline of tuinmeubel beschermer. Elk jaar wordt dit allemaal weer verwijderd door middel van schuren en slissen, dit is schuren met water en lage korrel. Ook de kleurmarkeringen (bakboord en stuurboord) en kwartiermarkeringen worden verwijderd en opnieuw gedaan zodat de roeigiek er weer netjes uitziet met de opening van het vaarseizoen. Dit vindt plaats eind april.